# Зинин, Александр Михайлович
Александр Михайлович Зинин (18 апреля 1911, Ростов-на-Дону, Область войска Донского, Российская империя — 26 сентября 1985, Москва, РСФСР, СССР) — советский баскетболист и баскетбольный тренер. Заслуженный мастер спорта СССР (1946), заслуженный тренер СССР (1956). Судья всесоюзной (1938) и международной (1950) категорий.

## Биография
Родился 18 апреля 1911 года в Ростове-на-Дону в семье служащих колбасной фабрики купца Чичкина. Отец — Зинин Михаил Дмитриевич.
После начала 1-й Мировой войны семья переехала в Москву и поселилась в доме на Разгуляе. Окончив школу-семилетку и счётно-финансовые курсы при этой школе, юный Саша поступил в авиационный техникум, а после него — в архитектурный институт, но, проучившись три года, вынужден был покинуть его по семейным обстоятельствам.
Свободное время проводил на стадионах «Локомотив» и «Строитель», которые были недалеко от дома, занимаясь там многими видами спорта: легкой атлетикой, лыжами, метанием спортивных снарядов, пинг-понгом, регби, ручным мячом, но всегда самым любимым видом спорта у него был баскетбол.
Одновременно с этим открыл в себе тренерский талант, что позволило ему начать работать с учащимися школы № 33 в Кисельном переулке, которая также находилась недалеко от дома. В первой группе, которую он набрал, оказались сёстры Рябушкины — Вера и Евгения, которые впоследствии стали известными баскетболистками.
В 1933-35 гг. — в армии, служил во внутренних войсках.
Выступал за сборную Москвы и «Динамо». Чемпион СССР 1935 и 1937 года, вице-чемпион 1934 и 1936 года.
Также проявил себя в регби — до войны был трёхкратным чемпионом СССР по регби.
Как тренер возглавлял женскую сборную Москвы — чемпиона 1936 года, и женское «Динамо», становившееся под его руководством чемпионом страны 4 раза (1937, 1938, 1939, 1940).
Участник Великой Отечественной войны. С 1941 по 1945 года — на фронте, техник-интендант 1 ранга в должности помощника начальника 2-го отделения отдела кадров 62-й армии, гв. капитан административной службы 8-й, потом 5-й гвардейской армии. Награждён Орденом Красной Звезды (06.04.1944) и Орденом Отечественной войны II степени (19.05.1945), медалями «За боевые заслуги» (31.03.1943), «За оборону Сталинграда» (22.12.1942).
Окончил высшую школу тренеров сразу после войны.
Как арбитр судил игры чемпионатов Европы 1951 и 1953 годов.
Является основателем детской баскетбольной школы «Юный динамовец» в 1934 году. 1 апреля 2010 года распоряжением Москомспорта при правительстве Москвы специализированной детско-юношеской спортивной школе олимпийского резерва по баскетболу «Юность Москвы-Динамо», являющейся продолжателем бывшего баскетбольного «Юного Динамовца», было присвоено имя Александра Михайловича Зинина.
Автор нескольких методических пособий и книг по баскетболу, среди которых «Первые шаги в баскетболе».
Работал тренером-консультантом в Китае (1960), ГДР (1962) и КНДР (1967).
Вплоть до ухода на пенсию А. М. Зинин продолжал работать тренером детских и юношеских команд Москвы. Последние десять лет жизни работал старшим тренером-консультантом в детско-юношеской спортивной школе Олимпийского резерва № 1 «Тринта», где ныне регулярно проводится международный турнир по баскетболу сборных юношеских команд памяти А. М. Зинина.
Умер 26 сентября 1985 года. Похоронен в колумбарии Донского кладбища.

### Семья
Дочь Екатерина, внук Михаил.

## Награды
- Медаль «За трудовую доблесть» (27.04.1957) — «за успехи, достигнутые в деле развития массового физкультурного движения в стране, повышения мастерства советских спортсменов, и успешное выступление на международных соревнованиях»